# Alfred Kunft
Alfred Kunft, född 3 augusti 1892 i Aussig, Böhmen, död 1961 i Nybro, var en tysk-svensk målare, tecknare, grafiker och konsthantverkare.
Han var son till statstjänstemannen Franz Kunft och Marie Süssemilch samt från 1922 gift med barnpsykologen Maria Roubinek. Han studerade konst vid Konsthögskolan i Wien 1913–1921. Under delar av första världskriget vistades han som krigsfånge i Sibirien. Efter studierna vid konsthögskolan reste han till bland annat Spanien, Frankrike, Italien, Schweiz med flera länder där han bedrev självstudier eller deltog i kortare konstkurser. Han var under en period konstnärlig ledare för Riedel glasbruk l Böhmen och därefter ledare för Lintas reklambyrå i London. Under åren 1921–1945 medverkade han i ett flertal internationella utställningar på kontinenten bland annat tilldelades han en guldmedalj för sina glaskompositioner vid utställningen i Paris 1925. Som medlem i konstnärsgruppen Metznerbund medverkade han regelbundet i gruppens utställningar i Prag. Han bosatte sig i Sverige 1946 och har här ställt ut separat på Kalmar läns museum och med glasgravyrer på NK i Stockholm. Han medverkade även i några mindre samlingsutställningar i Emmaboda, Nybro och Kalmar. Hans konst består av stilleben, figurer och landskapsskildringar utförda i olja eller akvarell. Han arbetar även med etsning, litografi, keramik, gobelängkonst samt djupgravyr och reliefsnitt på glas. Kunft är representerad med glasföremål vid residenset i Kalmar, med målningar vid Kalmar läns museum, Kalmar konstmuseum och glasgravyrer på Stockholms slott samt flera utländska museer bland annat i Prag.